# اشتر دارا
اشتر دارا (به انگلیسی: Eszter Dara) (زادهٔ ۳۰ مهٔ ۱۹۹۰) شناگر اهل مجارستان است.